# San Simon (Pampanga)
San Simon, Tagalog: Bayan ng San Simon, ist eine philippinische Stadtgemeinde in der Provinz Pampanga, in der Verwaltungsregion III, Central Luzon. Nach dem Zensus von 2015 hatte San Simon 53.198 Einwohner, die in 14 Barangays lebten. Sie wird als teilweise urbanisiert eingestuft.
San Simons Nachbargemeinden sind Mexico und San Luis im Norden, Baliuag im Osten, Apalit im Süden, Minalin im Südwesten, Santo Tomas im Westen und San Fernando City im Nordwesten. Die Topographie der Stadt ist gekennzeichnet durch das Flachland der zentralen Luzon-Tiefebene.

## Baranggays
| - Concepcion - De la Paz - San Agustin - San Isidro - San Jose - San Juan - San Miguel | - San Nicolas - San Pablo - San Pablo Libutad - San Pedro - Santa Cruz - Santa Monica - Santo Niño |